# جون ريد (قسيس)
جون ريد (بالإنجليزية: John Reid)‏ هو قسيس أسترالي، ولد في 15 يوليو 1928، وتوفي في 2 يناير 2016.